# Les Hallucinations du baron de Münchhausen
Pour les articles homonymes, voir Münchhausen.
Pour plus de détails, voir Fiche technique et Distribution.
Les Hallucinations du baron de Münchhausen est un film français réalisé par Georges Méliès, sorti en 1911.

## Synopsis
Après une soirée animée en compagnie d'invités divertissants, le baron de Münchhausen, enivré, s'endort seulement pour expérimenter une variété de rêves dans des mondes étranges et extraordinaires.

## Fiche technique
- Réalisation : Georges Méliès
- Scénario : d'après l'adaptation par Théophile Gautier (fils) de l’œuvre de Gottfried August Bürger
- Cadre : Georgette Méliès
- Production : Georges Méliès
- Sociétés de production :  Star Film
- Pays d'origine : France
- Format : Noir et blanc - 35 mm - 1,33:1 - Muet
- Métrage : 235 m
- Genre :  Comédie fantastique
- Durée : 11 minutes
- Date de sortie : France : 1911